# التلم الأمامي الوحشي للنخاع
التَّلِمُ الأَمامِيُّ الوَحْشِيُّ للنُّخاع هو مَعْلَم على الجانِب الأماميّ للحبل الشوكيّ. يدلّ على موقع خروج الألياف البَطْنِيّة من الحبل الشوكيّ.
التلم الأماميّ الوحشيّ أقلّ بُروزًا من التلم الخلفيّ.